# Henry Cadbury
Henry Joel Cadbury, född 1 december 1883, död 7 oktober 1974, var forskare i Nya testamentet och historiker specialiserad på kväkarrörelsen. Han var dessutom fredsaktivist och en av grundarna av American Friends Service Committee som år 1947 erhöll Nobels fredspris.

## Biografi
Henry Cadbury föddes i en religiös kväkarfamilj i Philadelphia, Pennsylvania. Hans föräldrar var Joel Cadbury Jr., och Anna Kaighn Lowry. Henry Cadbury gick i kväkarskola varifrån han utexaminerades år 1899. Cadbury valde att fortsätta sin utbildning vid Haverford College, en kväkarstyrd skola i utkanten av Philadelphia. Under sin studietid erhöll han hedersbetygelser för utmärkta studier i grekiska, filosofi och matematik. Efter att Cadbury tagit sin examen 1903, bestämde han sig för att bli lärare och han skrev in sig på Harvard University för att läsa till en masterexamen. Efter att ha tagit sin examen i grekiska år 1904 fick han jobb som lärare i Chicago och därefter på Westtown School i Pennsylvania.
År 1908 återvände han till Harvard för att påbörja sina doktorandstudier i främmande språk med inriktning på biblisk och patristisk grekiska. År 1910 anställdes han som lärare i grekiska vid Haverford College samtidigt som han läste till sin doktorsavhandling, och år 1914 kunde han disputera. I avhandlingen The Style and Literary Method of Luke, jämförde han språket hos den författare som skrivit Lukasevangeliet och Apostlagärningarna med det i Markusevangeliet och Q. Under återstoden av sitt liv kom Cadbury att betraktas som den mest framstående Lukas-forskaren.
År 1917 var Cadbury med och grundade American Friends Service Committee (AFSC), ett religiöst kväkarsamfund som arbetade för fred och social rättvisa. År 1918, efter att ha gjort ett antikrigs-inlägg i dagstidningen Philadelphia Public Ledger i vilket han fördömde den ”orgie av hat” han ansåg att amerikanerna riktade mot Tyskland, tvingades han bort från sin lärartjänst vid Haverford College. Själv betraktade han upplevelsen som en vändpunkt i sitt liv; något som gav honom möjlighet till en större uppgift i livet bortom den han dittills haft i sin religiösa församling. Han reste till Frankrike och Tyskland och tillsammans med andra från AFSC hjälpte han till med att förse 580 000 undernärda barn med mat och förnödenheter.
Tillbaka i USA kom han från 1919 till 1926 att undervisa i Nya testamentet vid det till Harvard University knutna Andover Seminary College i Cambridge, Massachusetts. Under tiden arbetade han också intensivt med hjälpverksamhet inom AFSC. Cadbury återvände till Philadelphia och Bryn Mawr College, trots flera erbjudanden om prestigefulla tjänster på andra universitet. Och 1928 valdes han till ordförande för American Friends Service Committee. Det var också vid denna tid som Cadbury fick uppdraget att ingå i den kommitté av bibelforskare som skulle revidera American Standard Bible till New American Standard Bible.
År 1930 erbjöds han tjänst på Harvard Divinity School vid Harvard University där han tidigare hade doktorerat. På grund av samvetskval ansåg han sig dock först inte kunna svära lärareden. Som kväkare höll han hårt på att alltid tala sanning och till följd av sitt sociala engagemang ansåg han sig inte dela de värderingar som eden förespråkade. Detta innebar att han först också tackade nej till att utnämnas till Hollis Professor of Divinity vid Harvard. Senare accepterade han professuren och mellan åren 1934 och 1954 innehade han tjänsten som Hollis Professor of Divinity. Under merparten av dessa år (1938–1954) var han också chef på Andover-Harvard Theological Library i Harvard.
Henry Cadbury förblev kväkare hela sitt liv trots att han intog en agnostisk hållning till frågorna om Guds existens och odödlighet. Han ägnade merparten av sitt liv åt hjälpverksamhet. Åren 1928–1934 och 1944–1962 var han ordförande för American Friends Service Committee som han varit med och bildat 1917. När samfundet 1947 tilldelades Nobels fredspris var Henry Cadbury den som höll Nobelföreläsningen för organisationens räkning.
Henry Cadbury avled den 7 oktober 1974 i en ålder av 90 år till följd av de skador han ådrog sig efter att ha fallit utför en trappa i sitt hem.

## Akademisk gärning
Henry Cadbury var klassiskt  skolad. Han inriktade sig på nytestamentliga studier, där hans intresseområden framför allt var lexikaliska textstudier och de nytestamentliga skrifternas stil och karaktär. Särskilt intresse ägnade han åt Lukasevangeliet och Apostlagärningarna samt åt den historiske Jesus. Hans bidrag till det massiva femvolymsverket The Beginnings of Christianity var omfattande. I sin avhandling från 1920 utforskade han Lukas egenart som hellenistisk författare och de källor som denne använde. Cadbury argumenterade mot den vid den tiden allmänt rådande uppfattningen att förekomsten av medicinska termer i Lukasevangeliet och Apostlagärningarna visade att Lukas var läkare. Detta fick till följd att en allmän lustighet spred sig om att Cadbury hade erhållit sin doktorstitel genom att ta ifrån Lukas hans.
Cadbury blev genom en artikel år 1923, den förste forskare inom den engelskspråkiga världen att publicera en analys av Martin Dibelius och Rudolf Bultmanns formkritiska studier. Han kom under hela sin yrkesverksamma tid att använda sig av dessa metoder, fastän han i allmänhet undvek själva beteckningen formkritik. Cadbury studerade Jesu undervisning – dess innehåll, men också det sätt på vilket den framfördes. Han menade att man bör undvika att överföra moderna föreställningar på Jesu offentliga framträdande eller att tolka hans undervisning i förenklade begrepp som exempelvis Guds rike. Enligt Cadbury går inte Jesu undervisning att enkelt översätta till ett modernt formspråk eller beteendemönster.

## Publikationer i urval

### Böcker
- The Style and Literary Method of Luke (Cambridge, Mass.: Harvard University Press, 1919)
- National Ideals in the Old Testament (New York: Scribner’s, 1920)
- The Making of Luke-Acts (New York: MacMillan, 1927)
- The Peril of Modernizing Jesus (New York: MacMillan, 1937)
- Jesus: What Manner of Man (New York: MacMillan, 1947)
- George Fox's Book of Miracles (Cambridge, Mass.: University Press, 1948)
- The Book of Acts in History (London: A. & C. Black, 1955)
- The Eclipse of the Historical Jesus (Wallingford, Pa.: Pendle Hill, 1964)
- John Woolman in England: A Documentary Supplement (London: Friends Historical Society, 1971)
- Narrative Papers of George Fox (Richmond, Ind.: Friends United Press, 1972)

### Artiklar
- ”The basis of early Christian antimilitarism”. Journal of Biblical Literature 37 (1-2):  sid. 66–94. March–June 1918.
- ”The Knowledge Claimed in Luke's Preface”. The Expositor 24:  sid. 401–420. 1922.
- ”The relative pronouns in Acts and elsewhere”. Journal of Biblical Literature 42 (3-4):  sid. 150–157. 1923.
- ”Lexical notes on Luke-Acts. I”. Journal of Biblical Literature 44 (3-4):  sid. 214–227. 1925.
- ”Lexical notes on Luke-Acts. II, Recent arguments for medical language”. Journal of Biblical Literature 45 (1-2):  sid. 190–209. 1926.
- ”Lexical notes on Luke-Acts. III, Luke’s interest in lodging”. Journal of Biblical Literature 45 (3-4):  sid. 305–322. 1926.
- ”The odor of the spirit at Pentecost”. Journal of Biblical Literature 47 (3-4):  sid. 237–256. 1928.
- ”Lexical notes on Luke-Acts. IV, On direct quotation, with some uses of oti and ei”. Journal of Biblical Literature 48 (3-4):  sid. 412–425. 1929.
- ”Erastus of Corinth”. Journal of Biblical Literature 50 (2):  sid. 42–58. 1931.
- ”Lexical notes on Luke-Acts. V, Luke and the horse-doctors”. Journal of Biblical Literature 52 (1):  sid. 55–65. 1933.
- ”The Macellum of Corinth”. Journal of Biblical Literature 53 (2):  sid. 134–141. 1934.
- ”Motives of biblical scholarship”. Journal of Biblical Literature 56 (1):  sid. 1–16. 1937.
- ”The meaning of John 20:23, Matthew 16:19, and Matthew 18:18”. Journal of Biblical Literature 58 (3):  sid. 251–254. 1939.
- ”A proper name for Dives”. Journal of Biblical Literature 81 (4):  sid. 399–402. Dec 1962.
- ”Some Lukan expressions of time”. Journal of Biblical Literature 82 (3):  sid. 272–278. Sep 1963.
- ”Gospel study and our image of early Christianity”. Journal of Biblical Literature 83 (2):  sid. 139–145. June 1964.
- ”Name for Dives”. Journal of Biblical Literature 84 (1):  sid. 73. March 1965.